# 模造クリスタル
模造クリスタル（もぞうクリスタル）は、2003年頃から活動している漫画家、およびそのウェブサイト、同人サークルの名称である。

## 略歴
2003年より自身のウェブサイト上で作品を発表するようになる。ウェブサイト内のお絵描き掲示板で作品の設定などを公開していた。2006年の1月にウェブサイトの名前を現在も使用している「模造クリスタル」とした。2006年9月には「OH MY GOD!!」という名の別サイトにて『ミッションちゃんの大冒険』を発表。その後もウェブサイト上で漫画の他に、小説やイラスト、映像作品などを発表している。
2008年の1月のこみっくトレジャー11で同人誌の頒布を行い、2010年からはコミティアに参加している。2013年6月から2014年5月まで、Web文芸誌マトグロッソにて『ビーンク＆ロサ』を連載、2015年3月には単行本が発売された。その後も自サイトで発表した『黒き淀みのヘドロさん』や、同人誌で発表した『スペクトラルウィザード』が商業単行本化されている。

## Web作品
- バベルの図書館 (2006年6月)
- ミッションちゃんの大冒険 (2006年9月 - 2006年12月)
- fight song (2006年)
- Cygnet (2007年1月 - 2007年5月)
- サテリィ (2007年2月)
- コナミルク通信 (2007年5月)
- WORK THE DIAL (2007年)
- 外交官ものがたり
- 無計画都市 天国のパイ
- 金魚王国の晩ごはん
- 金魚王国の崩壊 (2008年7月-)
- 黒き淀みのヘドロさん (2016年7月-)
- ゴキブリ戦士アベレッタ (2020年7月9日-)
- ハロウィーンスペシャル！ (2020年10月1日-2020年11月15日)
- カースドハロウィーンスペシャル！（2021年10月1日-2021年11月8日）
- ドラコニックハロウィーンスペシャル！（2022年10月1日-）

## 同人誌

### ゲーム部
- 2012/11/18 ゲーム部
- 2013/02/03 ゲーム部2 アングリークッキーキング
- 2013/05/05 ゲーム部3 エスケープフロムマーズ
- 2013/08/18 ゲーム部4 アバンドンドシティ
- 2013/10/20 ゲーム部5 モンスターズアゴニー
- 2014/05/05 ゲーム部6 ゲイジングイントゥダークネス
- 2014/11/23 ゲーム部7 ファーサイドオブマッドムーン
- 2015/05/05 ゲーム部8 ウォーリアウィズアウトソード
- 2015/11/15 ゲーム部9 プレアポカリプス
- 2016/01/31 ゲーム部10 アンダーウォーター
- 2016/10/23 ゲーム部ファイナル
- 2017/02/12 ゲーム部エクストラコンテンツ

### スペクトラルウィザード
- 2014/08/31 スペクトラルウィザード
- 2015/08/30 スペクトラルウィザード2 長い大きい影の記憶
- 2016/05/05 リレントレスオーバータワー
- 2017/05/06 モストパワフルスペルオンアース
- 2018/11/25 ファイアーメイジ
- 2019/02/17 ファイアーメイジVSクリスタルウィザード
- 2019/05/12  VSスペクトラルウィザード

### その他
- 2008/01/20 すばらしい地球の生き物（「Studio WEC」名義）
- 2010/11/14 カラスのいる荒地
- 2012/02/05 ザ・トラジカリー・サッド・ストーリー・オブ・ホープレスネス・アバウト・フレンドシップ
- 2012/05/05 カウルドロン・バブル毒物店
- 2014/02/02 スターイーター
- 2015/02/01 ザークのダンジョン

### 合同誌参加作品
- 2017/08/13 らくがき学芸会2017 ソーセージコスプレイヤー

### イラスト提供
- ティアズマガジン108 (2014年4月) 表紙を担当。

## 商業出版作品
- 『ビーンク＆ロサ』 イースト・プレス、2015年3月15日（Web文芸誌「マトグロッソ」連載、2013年6月6日 - 2014年5月9日 全12話）ISBN 978-4-7816-1303-1
- 『黒き淀みのヘドロさん』it COMICS、KADOKAWA
  - 1、2017年3月15日、ISBN 978-4-04-892729-1
  - 2、2018年8月10日、ISBN 978-4-04-912004-2
- 『スペクトラルウィザード』 イースト・プレス、2017年8月11日、ISBN 978-4-7816-1569-1
- 『スペクトラルウィザード　最強の魔法をめぐる冒険』　イースト・プレス、2019年10月17日、ISBN 978-4-7816-1830-2
- 『スターイーター 模造クリスタル作品集』　イースト・プレス、2022年2月17日、ISBN 978-4-7816-2050-3

## その他
- 『フラッガーの方程式』浅倉秋成 /角川文庫、2021年4月 - 表紙イラスト